# Johann Wilhelm Rettich
Johann Wilhelm Rettich (* 1735 in Lübeck; † 7. Juni 1788 ebenda) war ein deutscher Kaufmann und Ratsherr der Hansestadt Lübeck.

## Leben
Johann Wilhelm Rettich war Sohn eines Lübecker Kaufmanns, der aus Tübingen zugewandert war, wo der Großvater Kellermeister des Schlosses Hohentübingen gewesen war. Rettich war in Lübeck als Fernhandelskaufmann und Besitzer einer Schiffswerft auf der Lastadie tätig. Als erster Lübecker Kaufmann befrachtete er in Nordamerika Segelschiffe für eigene Rechnung, die von dort den Lübecker Hafen direkt anliefen. Er war Mitglied der Lübecker Schonenfahrer und wurde aus deren Reihen 1784 in den Lübecker Rat gewählt. 
Rettich war mit einer Tochter des Hauptpastors an der Petrikirche in Hamburg Johann Georg Palm verheiratet.